# 斌強県
斌強県（ひんきょう-けん）は、中華人民共和国河北省にかつて存在した県。現在の邢台市清河県の一部に相当する。
南北朝時代、北魏により設置され、唐代に廃止された。